# Buddleja sessiliflora
Buddleja sessiliflora är en flenörtsväxtart som beskrevs av Carl Sigismund Kunth. Buddleja sessiliflora ingår i släktet buddlejor, och familjen flenörtsväxter. Inga underarter finns listade i Catalogue of Life.